# Chinasat 6
O Chinasat 6, também conhecido por Dong Fang Hong-3 2 (DFH-3 2) e Zhongxing 6 (ZX-6), foi um satélite de comunicação geoestacionário chinês construído pela China Academy of Space Technology (CAST). O satélite foi baseado na plataforma DFH-3 Bus e sua expectativa de vida útil era de 8 anos.

## Lançamento
O satélite foi lançado com sucesso ao espaço no dia 11 de maio de 1997, por meio de um veiculo Longa Marcha 3A lançado a partir do Centro Espacial de Xichang, na China. Ele tinha uma massa de lançamento de 2 200 kg.

## Capacidade
O Chinasat 6 era equipado com 24 transponders em banda C.